# Wydawnictwo Zwiastun
Wydawnictwo „Zwiastun” – istniejące w okresie Polski Ludowej i później do 1992 wydawnictwo Kościoła Ewangelicko-Augsburskiego z siedzibą w Warszawie, zajmujące się publikowaniem czasopisma „Zwiastun” oraz książek i broszur religijnych. Jego działalność kontynuuje Wydawnictwo Augustana w Bielsku-Białej.

## Historia
Należy przyjąć, iż pierwsze pozycje sygnowane firmą „Wydawnictwo „Zwiastun” ukazały się nie wcześniej niż w 1961, gdyż jeszcze w 1960 opublikowano m.in. książkę Marii Woytt-Secretan pt. Albert Schweitzer. Lekarz w Lambarene oznaczoną nazwą Wydawnictwa „Strażnica Ewangeliczna” (oficyna wydawnicza Kościoła Ewangelicko-Augsburskiego działająca w latach 1946–1960). Kluczowymi osobami zaangażowanymi w działalność Wydawnictwa Zwiastun byli ks. Tadeusz Wojak (1907-2000), jego redaktor naczelny w latach 1967–1978, red. Irena Heintze (1913-2011) i red. Ewa Otello-Wiśniewska. Jego siedziba mieściła się w Warszawie, początkowo przy ul. Kredytowej, a od 1968 w gmachu Centrum Luterańskiego przy ul. Miodowej 21.
Jego sukcesorem stało się Wydawnictwo Augustana w Bielsku-Białej.

## Publikacje (lista niepełna)
1961:
- Jan Karpecki Różnice wyznaniowe
- Karol Kotula Co to jest Biblia. Istota, powstanie i treść

1962:
- Axel Hambracus Proboszcz z Uddarbo
- Mały i duży katechizm doktora Marcina Lutra
- Werner Pfendsack, Czy znasz drogę?

1963:
- Oskar Bartel Protestantyzm w Polsce
- Andrzej Buzek Z ziemi piastowskiej. Wspomnienia
- Jan Konar O istocie ewangelicyzmu
- Ewa Thiele-Winckler Prawdziwy sens życia
- Ryszard Trenkler Świątynia Wang. Zabytek sztuki nordyckiej

1964:
- Jan Karafiát Świetliki, tłum. Jadwiga Bułakowska (ss. 130)
- Karol Kotula W ciszy i skupieniu
- Andrzej Wantuła Zwięzłe wiadomości z historii Kościoła (wyd. II)

1965
- Bądź z nami, Panie! Modlitewnik (ss. 452)
- Harfa syjońska
- Kościół i teologia [praca zbiorowa dla uczczenia sześćdziesięciolecia urodzin ks. biskupa dr A. Wantuły], red. Irena Heintze, tłum. Witold Benedyktowicz
- Pieśni kościelne Stokrotki (ss. 148)
- Śpiewnik Kościoła Ewangelicko-Augsburskiego w Polskiej Rzeczypospolitej Ludowej (ss. 564)

1966:
- Franz Lau Marcin Luter (ss. 104)
- Śpiewnik Kościoła Ewangelicko-Augsburskiego w Polskiej Rzeczypospolitej Ludowej, wyd. II (ss. 530)

1967:
- Ryszard Trenkler Kościół Wang
- Tadeusz Wojak Ewangelik-katolik (różnice między wyznaniami)

1968:
- Agenda odwiedzin, spowiedzi i komunii świętej chorych i umierających
- Bądź z nami, Panie. Modlitewnik
- Paweł Sikora Historie biblijne

1969:
- Edward Wende Pokój wam. Kazania
- Tadeusz Wojak Kim jesteśmy?

1970:
- Konfesja augsburska. Nowy przekład
- Ryszard Trenkler Kościół Wang w Karpaczu
- W cieniu śmierci. Ewangelicy – ofiary prześladowań w czasie II wojny światowej (red. Tadeusz Wojak)
- Wkład protestantyzmu do kultury polskiej (red. Tadeusz Wojak)

1971:
- Jan Motyka Bóg i my. Wprowadzenie do dogmatyki część I
- Ryszard Trenkler Kościół Wang
- Ryszard Trenkler Z Bogiem przez życie. Kazania warszawskie
- Tadeusz Wojak Chcę być konfirmowany. Przewodnik dla konfirmantów
- Tadeusz Wojak Teraz albo nigdy

1972:
- Erich Lubahn Wierzę...: o co chodzi w chrześcijaństwie (ss. 65)
- Jan Motyka Bóg i my. Wprowadzenie do dogmatyki część II
- Tadeusz Wojak Ewangelik-katolik
- Tadeusz Wojak Mój przyjaciel Jezus. Wprowadzenie do życia z Bogiem
- Zbiór przepisów prawnych Kościoła Ewangelicko-Augsburskiego w PRL

1973:
- Mały i duży katechizm doktora Marcina Lutra
- Andrzej Wantuła Zarys katechetyki ewangelickiej (ss. 220)
- Tadeusz Wojak Mój przyjaciel Jezus. Wprowadzenie do życia z Bogiem

1974:
- Alfred Jagucki Z Chrystusem przez świat. Chrześcijanin w kościele i świecie
- Udział ewangelików śląskich w polskim życiu kulturalnym
- Andrzej Wantuła Zarys homiletyki ewangelickiej (ss. 272)
- Tadeusz Wojak Mój przyjaciel Jezus. Wprowadzenie do życia z Bogiem

1975:
- Teodor Haarbeck U podstaw wiary
- Śpiewnik pogrzebowy Kościoła Ewangelicko-Augsburskiego w Polskiej Rzeczypospolitej Ludowej
- Andrzej Wantuła Okruchy ze Stołu Pańskiego. Kazania
- Z problemów Reformacji

1976
- Śpiewnik Kościoła Ewangelicko-Augsburskiego w Polskiej Rzeczypospolitej Ludowej, wyd. III (stron 560)
- Śpiewnik pogrzebowy Kościoła Ewangelicko-Augsburskiego w Polskiej Rzeczypospolitej Ludowej: dodatek

1977:
- Tadeusz Wojak Szkice z dziejów Reformacji w Polsce XVI i XVII w.

1978:
- Jan Broda Dzieje parafii Diecezji Cieszyńskiej
- Alfred Jagucki, Tylko Jezus. Skąd? Po co? Dokąd? Rozmyślania na każdy dzień roku
- Jan Niemczyk Apostoła Pawła List do Rzymian
- Andrzej Wantuła Okruchy ze Stołu Pańskiego. Kazania

1979:
- Ole Hallesby Moja droga do wiary
- Jan Karpecki Bóg cię miłuje
- Wybrane księgi symboliczne Kościoła Ewangelicko-Augsburskiego. Przekład z języka łacińskiego. Przekładu dokonali, objaśnieniami opatrzyli Ks. bp dr Andrzej Wantuła, Ks. prof. dr Wiktor Niemczyk

1980:
- Gert Borgenstierna W co wierzę? Mały katechizm dla dorosłych
- Jan Karczoch Życie i myśli Alberta Schweitzera
- Z problemów Reformacji 2

1981:
- Andrzej Kisza Jan Chrystian
- Jan Motyka Abym był Jego własnością. Podręcznik dla konfirmantów
- Ryszard Trenkler Zwyciężyłeś Galilejczyku!
- Tadeusz Wojak Ewangelik-katolik

1982:
- Ole Hallesby Sumienie
- Z problemów Reformacji 3/4
- Anton Schulte, Rodzina Dobrowolskich. Nowe przeżycia (Opowiadania „Przyjaciela dzieci” część 4)
- Anton Schulte, Rodzina Dobrowolskich. Powszedni dzień (Opowiadania „Przyjaciela dzieci” część 2)
- Anton Schulte, Rodzina Dobrowolskich. W kręgu rodziny (Opowiadania „Przyjaciela dzieci” część 1)
- Anton Schulte, Rodzina Dobrowolskich. Wakacje (Opowiadania „Przyjaciela dzieci” część 3)

1983:
- Alfred Jagucki Od świata do Chrystusa. Życie wewnętrzne chrześcijanina
- Alfred Jagucki Zawsze z Chrystusem
- Fryderyk Lauscher Wigilia w domu Lutra
- Adolf Rondthaler Ksiądz doktor Marcin Luter 1483-1546. Wielki reformator Kościoła

1984:
- Werner Pfendsack Czy znasz tę drogę? (ss. 80)
- Hans Joachim Thilo Gdy zaczynasz tracić cierpliwość. Drogowskaz w labiryncie wychowania dzieci
- Hilda I. Rostron Dzieciątko Jezus

1985:
- Henryk Czembor Blisko Boga. Rozmyślania na każdy dzień roku
- Eduard Lohse Objawienie św. Jana
- Eryk Lubahn Wierzę...: o co chodzi w chrześcijaństwie? (wyd. 2, s. 65)
- Z problemów Reformacji 5

1986:
- Jerzy Gryniakow Teraz w młodych życia latach (ss. 208)
- Gien Karssen A imię jej kobieta
- Podniesieni przez Jezusa. Świadectwa
- Hilda I. Rostron Jezus wybawca

1987:
- Alfred Jagucki Świadkowie Jehowy czy świadkowie Jezusa?

1988:
- Zygmunt Michelis Panie, mów do mnie
- Śpiewnik Kościoła Ewangelicko-Ausgburskiego w Polskiej Rzeczypospolitej Ludowej. Wydanie III (powtórzone), Warszawa 1988 (ss. 570)

1989:
- Ole Hallesby Błogosławieństwo ciszy
- Gien Karssen Człowiek inny niż wszyscy. Spotkanie Jezusa z kobietami
- Tadeusz Wojak Ewangelik – katolik

1990:
- Matka Ewa Myśli wybrane
- Tadeusz Łamacz Wielki chrześcijanin Sadhu Sundar Singh
- Kari Vinje Bóg i ja, jesteśmy przyjaciółmi, tłum. z j. norweskiego Justyna Nyka-Kolstø (ss. 68)

1991:
- T.H. Epp Dlaczego chrześcijanie cierpią?
- Ryszard Trenkler Powołani do wolności

W całym okresie istnienia w wydawnictwie ukazywał się co roku Kalendarz Ewangelicki.

## Publikacje zwarte Kościoła Ewangelicko-Augsburskiego w Polsce wydane w latach 1945–1960
- Mały śpiewnik kościelny, oprac. Ryszard Trenkler, Toruń 1945 (później ukazało się kolejne 5 wydań, ostatnie w latach 60.).
- Śpiewnik kościelny dla zborów mazurskich Kościoła Ewangelicko-Augsburskiego w Polsce, Lund 1951 (ss. 648)

Przed 1960 książki wydawane przez Kościół Ewangelicko-Augsburski w Polsce ukazywały się z oznaczeniem Wydawnictwa „Strażnica Ewangeliczna”. Były to m.in. następujące pozycje.
- Mały katechizm dra Marcina Lutra, Strażnica Ewangeliczna, Bytom 1949.
- Do Boga. Modlitwy dla chrześcijan ewangelików przez ks. dr. Aleksandra Schoeneicha. Wydanie czwarte, Strażnica Ewangeliczna, Warszawa 1954 (ss. 343).
- Agenda Kościoła Ewangelicko-Augsburskiego, czyli Ewangelicko-Luterskiego, Wydawnictwo Strażnicy Ewangelicznej, Warszawa 1955.
- Sam. Osusky, Kto jest bliższy prawdy? Ewangelicyzm czy rzymski katolicyzm. Wydanie trzecie, tłum. Gustaw Szurman, Biblioteczka Strażnicy Ewangelicznej, 1955 (ss. 58).
- Ludwig Wangemann, Historie biblijne Starego i Nowego Testamentu, Strażnica Ewangeliczna, Warszawa 1955.
- Oskar Michejda, Nauka konfirmacyjna do użytku w kościele i domu, Strażnica Ewangeliczna, Warszawa 1956.
- Emilia Sukertowa-Biedrawina, Michał Pogorzelski. Pieśniarz mazurski, Strażnica Ewangeliczna, Warszawa 1956.
- Śpiewnik Kościoła Ewangelicko-Augsburskiego w Polskiej Rzeczypospolitej Ludowej. Zatwierdzony przez Naczelną Radę Kościoła Ewang.-Augsb. w PRL (wyd. 1), Wydawnictwo: Strażnica Ewangeliczna, Warszawa 1956 (ss. 494).
- Andrzej Buzek, Historia Kościoła, Strażnica Ewangeliczna, Warszawa 1957.
- Janina Bieniarzówna, Karol B. Kubisz, 400 lat reformacji pod Wawelem (1557-1957), Strażnica Ewangeliczna, Warszawa 1958.
- Robert Fiszkal, Prawda o Świadkach Jehowy, Strażnica Ewangeliczna, Warszawa 1959.
- Oskar Krenz, Nauka wiary i życia. Objaśnienie Małego Katechizmu dr. Marcina Lutra, Warszawa 1959.
- Adolf Rondthaler, Doktor Marcin Luter, Strażnica Ewangeliczna, Warszawa 1960.
- Postylla. Zbiór kazań na rok kościelny, Strażnica Ewangeliczna, Warszawa 1960.
- Paweł Sikora, Historie biblijne, Strażnica Ewangeliczna, Warszawa 1960.
- Maria Woytt-Secretan, Albert Schweitzer. Lekarz w Lambarene, Strażnica Ewangeliczna, Warszawa 1960.
- Wskazania dla życia i pracy księdza Kościoła Ewangelicko-Augsburskiego w PRL, Strażnica Ewangeliczna, Warszawa 1960.